# Istrien-Cup 2019
Der Istrien-Cup 2019 war die 6. Ausspielung des seit 2013 (seinerzeit als Slavic Cup 2013) ausgetragenen Frauenfußball-Einladungsturniers für Nationalmannschaften und wurde ab dem 24. Februar 2019 in Zagreb ausgetragen. Das Turnier fand leicht zeitversetzt zu den Turnieren um den Algarve- und Zypern-Cup statt, an denen jedoch spielstärkere Mannschaften teilnahmen.

## Teilnehmer
Die jeweilige Position entsprach derjenigen in der FIFA-Weltrangliste (Stand: Dezember 2018).
- Ukraine (24)
- Serbien (42)
- Kroatien (51)
- Slowenien (55)
- Bosnien und Herzegowina (67)
- Montenegro (96)

## Modus
Die sechs Mannschaften spielten in ihrer Gruppe jede gegen jede um die Platzierung. Dabei war die beste Punktzahl, dann der direkte Vergleich und erst danach die Tordifferenz für die Platzierung entscheidend. Abschließend kam es zu Platzierungsspielen, in denen die jeweils gleichrangigen Teams der beiden Gruppen aufeinandertrafen.
Da die FIFA die Spiele als „Freundschaftsspiele“ einstufte, durfte jede Mannschaft pro Spiel sechs Auswechslungen vornehmen.

## Das Turnier

### Gruppenphase

#### Gruppe A
| Pl. | Land      | Sp. | S | U | N | Tore    | Diff. | Punkte |
| --- | --------- | --- | - | - | - | ------- | ----- | ------ |
| 1.  | Slowenien | 2   | 1 | 1 | 0 | 003:100 | +2    | 04     |
| 2.  | Ukraine   | 2   | 1 | 0 | 1 | 005:300 | +2    | 03     |
| 3.  | Kroatien  | 2   | 0 | 1 | 1 | 000:400 | −4    | 01     |

|                          |   |           |           |
| 26. Februar um 12:30 Uhr |   |           |           |
| Kroatien                 | – | Ukraine   | 0:4 (0:2) |
| 28. Februar um 12:30 Uhr |   |           |           |
| Kroatien                 | – | Slowenien | 0:0       |
| 2. März um 12:30 Uhr     |   |           |           |
| Ukraine                  | – | Slowenien | 1:3 (0:1) |

#### Gruppe B
| Pl. | Land                    | Sp. | S | U | N | Tore    | Diff. | Punkte |
| --- | ----------------------- | --- | - | - | - | ------- | ----- | ------ |
| 1.  | Serbien                 | 2   | 2 | 0 | 0 | 006:000 | +6    | 06     |
| 2.  | Bosnien und Herzegowina | 2   | 1 | 0 | 1 | 003:300 | ±0    | 03     |
| 3.  | Montenegro              | 2   | 0 | 0 | 2 | 001:700 | −6    | 0      |

|                              |   |            |           |
| 26. Februar um 16:00 Uhr Uhr |   |            |           |
| Serbien                      | – | Montenegro | 4:0 (3:0) |
| 28. Februar um 16:00 Uhr     |   |            |           |
| Bosnien-Herzegowina          | – | Montenegro | 3:1 (0:1) |
| 2. März um 16:00 Uhr         |   |            |           |
| Bosnien und Herzegowina      | – | Serbien    | 0:2 (0:1) |

### Platzierungsspiele
Spiel um Platz 5
|                      |   |            |           |
| 4. März um 12:00 Uhr |   |            |           |
| Kroatien             | – | Montenegro | 1:1 (0:0) |

- Montenegro gewann das Spiel um Platz 5 im Elfmeterschießen mit 4:3.

Spiel um Platz 3
|                         |   |         |           |
| 4. März um 14:00 Uhr    |   |         |           |
| Bosnien und Herzegowina | – | Ukraine | 0:1 (0:1) |

### Finale
| Serbien                                    | Serbien | Slowenien | Slowenien        |
| ------------------------------------------ | --- | --- | ---------------- |
| Serbien                                    | \| 4. März 2019 um 16:00 Uhr in Zagreb \| \| Ergebnis: 0:2 (0:0) \| \| Zuschauer: 500 \| \| Schiedsrichterin: Sabina Bolić ( Kroatien) \| | \| 4. März 2019 um 16:00 Uhr in Zagreb \| \| Ergebnis: 0:2 (0:0) \| \| Zuschauer: 500 \| \| Schiedsrichterin: Sabina Bolić ( Kroatien) \| | Slowenien [ 14 ] |
| Serbien                                    | Milica Kostić – Dejana Stefanović (87. Tijana Janković), Violeta Slović , Miljana Smiljković (81. Sanda Malešević), Milicia Mijatović – Marija Vuković, Jelena Čanković, Biljana Bradić (62. Tijana Matić), Nikoleta Nikolić (62. Isidora Vučković) – Allegra Poljak, Tijana Filipović (81. Jovana Stojanović) Cheftrainer: Predrag Grozdanović | Zala Meršnik – Sara Agrež, Špela Rozmarič, Kaja Korošec, Lara Klopčič (36. Evelina Kos), Mateja Zver (90. Sara Makovec), Dominika Čonč, Lara Prašnikar, Lara Ivanuša (36. Adrijana Mori), Špela Kolbl (72. Ana Milović), Kaja Eržen. Cheftrainer: Borut Jarc | Slowenien [ 14 ] |
| Serbien                                    | 0:1 Mori (60.) 0:2 Prašnikar (90.+2') | | Slowenien [ 14 ] |
| 4. März 2019 um 16:00 Uhr in Zagreb        | | |                  |
| Ergebnis: 0:2 (0:0)                        | | |                  |
| Zuschauer: 500                             | | |                  |
| Schiedsrichterin: Sabina Bolić ( Kroatien) | | |                  |

## Schiedsrichterinnen (Auswahl)
- Sabina Bolić
- Tanja Račić